# باشگاه فوتبال مرثر تاون
باشگاه فوتبال مرثر تاون (به انگلیسی: Merthyr Town Football Club) یک باشگاه فوتبال در شهر مرثر تیدویل، کشور ولز است که در سال ۱۹۰۹ میلادی تأسیس شده‌است.